# Studios Safa Palatino

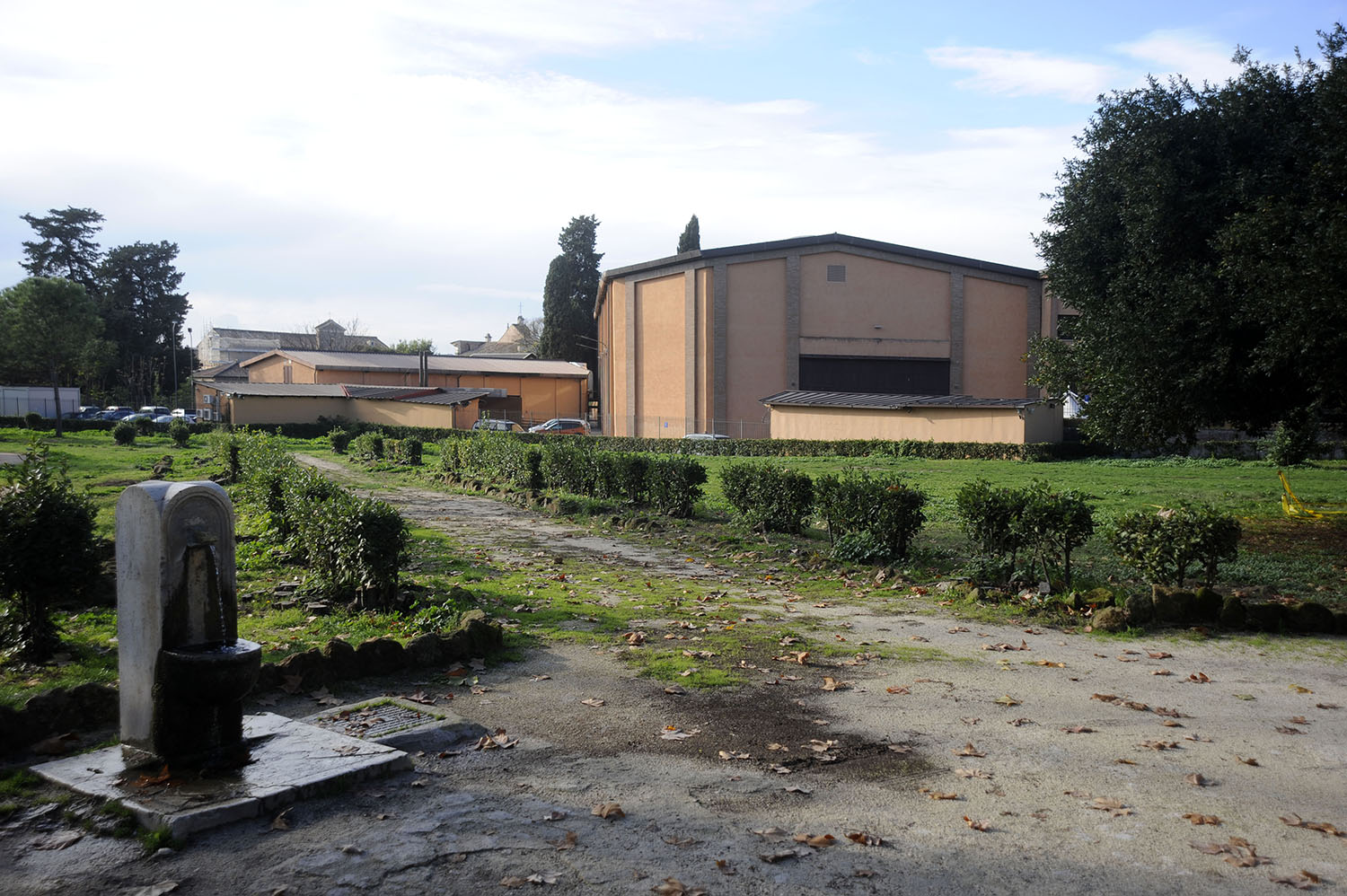
Les studios Safa Palatino en 2021.

Les studios Safa Palatino (Centro Safa Palatino) est un complexe de studios de télévision d'où sont diffusées certaines des émissions du réseau Mediaset réalisées à Rome. C'est également l'un des quatre principaux centres de production de Mediaset, avec les studios de production Mediaset de Cologno Monzese, T.O.C. et les studios Titanus Elios. Il est situé à Rome, au 8 Piazza Santi Giovanni e Paolo.
Siège d'importantes émissions de variétés et de divertissement du groupe Fininvest entre les années 1980 et 1990, il est depuis les années 2000 le siège romain des émissions d'information des réseaux Mediaset.
Historiquement, le site a été utilisé comme studio de cinéma des années 1930 aux années 1970. Bien que plus petit que le plus connu Cinecittà, un nombre important de films y ont été tournés, dont Le Voleur de bicyclette (1948),.